# Dong Yansheng
Dong Yansheng (xinès simplificat: 董燕生, pinyin: Dǒng Yànshēng; Pequín, 1937 - 2024) va ser un professor hispanista, assagista i traductor xinès, especialista en Cervantes.
Va aprendre l'idioma castellà per casualitat perquè inicialment volia estudiar rus. Es va graduar en aquest idioma a l'Institut de Llengües estrangeres de Beijing, on ingressà el 1956. Entre les seves traduccions al xinès destaquen Hombres de Maíz, l'obra més important de Miguel Àngel Asturias i el Quixot, considerada la millor versió en aquesta llengua.
La seva tasca va ser reconeguda en diverses ocasions: l'any 2000 va rebre l'Orde d'Isabel la Catòlica i el 2009 el govern espanyol li va concedir l'Orden de las Artes y las letras. La Universitat de Lleida va nomenar-lo doctor honoris causa. L'acte se celebrà a l'Institut Cervantes de Beijing.
El 2001 va rebre el Premi Lu Xun de Literatura en la categoria de Traducció Literària.